# 春节序曲
《春節序曲》是作曲家李焕之於1955至1956年創作的管絃樂作品，為一套四個樂章《春節組曲》中的第一樂章，原來的標題為「序曲—大秧歌」，是描写陕北地区人民欢度春节的欢乐场景。本樂章自推出起即非常受歡迎，以致經常成為了於各种喜庆场合的背景音乐，其聲名更大幅超過其餘的三個樂章；後來人民音樂出版社將本樂章單獨印成樂譜推出，並改稱為《春節序曲》。
本曲在中国大陆地区享有盛名，除了在中小学音乐课本中使用外，每年由中國中央電視台所製作的春节联欢晚会也是用本曲作主題音樂。2007年，本曲被選中為搭载在嫦娥一號月球探测器中播放的音樂之一。台灣的中国电视公司长寿节目《大陆寻奇》将其作为片尾曲。